# The Ultimate Fighter: Heavy Hitters Finale
The Ultimate Fighter: Heavy Hitters Finale, noto anche come The Ultimate Fighter 28 Finale, è stato un evento di arti marziali miste tenuto dalla Ultimate Fighting Championship il 30 novembre 2018 al Palms Casino Resort di Paradise, negli Stati Uniti.

## Risultati
|                                   | Divisione                        |                     |                 |                    | Metodo                                      | Round           | Tempo           | Premio          |
| Card Principale                   | Card Principale                  | Card Principale     | Card Principale | Card Principale    | Card Principale                             | Card Principale | Card Principale | Card Principale |
| --------------------------------- | -------------------------------- | ------------------- | --------------- | ------------------ | ------------------------------------------- | --------------- | --------------- | --------------- |
|                                   | Pesi medi                        | Kamaru Usman        | batte           | Rafael dos Anjos   | Decisione unanime (50-43, 49-45, 48-47)     | 5               | 5:00            | POTN            |
|                                   | Pesi massimi                     | Juan Espino Dieppa  | batte           | Justin Frazier     | Sottomissione (straight armlock)            | 1               | 3:36            | POTN            |
|                                   | Pesi piuma femminili             | Macy Chiasson       | batte           | Pannie Kianzad     | Sottomissione (rear-naked choke)            | 2               | 2:11            |                 |
|                                   | Pesi gallo                       | Pedro Munhoz        | batte           | Bryan Caraway      | KO tecnico (calcio al corpo e pugni)        | 1               | 2:39            |                 |
|                                   | Pesi medi                        | Edmen Shahbazyan    | batte           | Darren Stewart     | Decisione non unanime (28-29, 29-28, 29-28) | 3               | 5:00            |                 |
|                                   | Catchweight femminile (59,19 kg) | Antonina Shevchenko | batte           | Kim Ji-yeon        | Decisione unanime (30-27, 30-27, 30-27)     | 3               | 5:00            |                 |
| Card Preliminare (Fox Sports 1)   |                                  |                     |                 |                    |                                             |                 |                 |                 |
|                                   | Catchweight (67,35 kg)           | Kevin Aguilar       | batte           | Rick Glenn         | Decisione unanime (30-27, 30-27, 30-27)     | 3               | 5:00            |                 |
|                                   | Pesi mosca                       | Joseph Benavidez    | batte           | Alex Perez         | KO tecnico (pugni)                          | 1               | 4:19            | POTN            |
|                                   | Pesi massimi                     | Maurice Greene      | batte           | Michel Batista     | Sottomissione (triangolo)                   | 1               | 2:14            |                 |
|                                   | Pesi piuma femminili             | Leah Letson         | batte           | Julija Stoliarenko | Decisione non unanime (29-28, 28-29, 29-28) | 3               | 5:00            |                 |
| Card Preliminare (UFC Fight Pass) |                                  |                     |                 |                    |                                             |                 |                 |                 |
|                                   | Pesi leggeri                     | Roosevelt Roberts   | batte           | Darrell Horcher    | Sottomissione (ghigliottina)                | 1               | 4:50            | POTN            |
|                                   | Pesi welter                      | Tim Means           | batte           | Ricky Rainey       | KO tecnico (pugni)                          | 1               | 1:18            |                 |
|                                   | Pesi gallo                       | Raoni Barcelos      | batte           | Chris Gutierrez    | Sottomissione (rear-naked choke)            | 2               | 4:12            |                 |

## Premi
I lottatori premiati ricevettero un bonus di 50.000 dollari.
Legenda:
- FOTN: Fight of the Night (vengono premiati entrambi gli atleti per il miglior incontro dell'evento)
- POTN: Performance of the Night (viene premiato il vincitore per la migliore performance dell'evento)